# Bill Hicks
William Melvin (Bill) Hicks (Valdosta (Georgia), 16 december 1961 – Little Rock (Arkansas), 26 februari 1994) was een Amerikaanse stand-upcomedian die controversiële onderwerpen zoals de Golfoorlog of de rellen in Los Angeles (LA Riots, 1992) niet vermeed.

## Leven en werk
Hicks werd reeds vanaf zijn jeugd aangetrokken tot stand-upcomedy. Hij trad tijdens de hoogdagen van zijn carrière tot 300 maal per jaar op en voelde zich onder meer hierdoor uitermate zelfverzekerd op een podium. Zijn bij vlagen bijtend cynische uithalen naar de - volgens hem - al te tamme Amerikaanse bevolking maakten hem niet altijd even geliefd bij een publiek dat Hicks' sarcasme niet altijd waardeerde. Toch overtrof de wijze waarop Hicks onderwerpen aansneed de klassieke stand-upcomedy-clichés van zijn tijdgenoten: religie (en dan vooral zijn aanvallen tegen het Christendom), drugs (hij was een groot voorstander van de legalisering van drugs) en de controle van Amerikaanse powers that be op de burger. Hicks wilde zijn publiek vermaken, maar meer nog wakker schudden, openstellen voor nieuwe ideeën en kritischer maken ten opzichte van alles wat ze werd voorgeschoteld in het dagelijkse leven. Een kenmerkende uitspraak van Hicks is "I don't mean to sound cold or cruel or vicious, but I am, so that's the way it comes out".
In de zomer van 1993 kreeg hij te horen dat hij aan alvleesklierkanker leed. Hij begon met de opnames van zijn tot dan toe meest agressieve cd, Arizona Bay, die stukken stand-upcomedy verweeft met flarden van Hicks' gitaarmuziek. In de maanden voor zijn dood was hij betrokken in een minischandaal rond zijn persoon, toen zijn twaalfde optreden in de David Letterman-show niet uitgezonden werd wegens zijn grappen tegen pro-life-organisaties.
Kort voor zijn dood trok hij weer in bij zijn ouders in Little Rock, Arkansas en stierf daar begin 1994 op 32-jarige leeftijd.
Hicks had de gewoonte elke show op te nemen. Enkele van die opnames werden na Bills dood uitgebracht door zijn goede vriend Kevin Booth; een aantal bootlegs heeft ook zijn weg naar verstokte Hicks-fans gevonden via het internet. Misschien wel de bekendste show uit dit onuitgegeven materiaal is de zogenaamde "I'm Sorry Folks"-bootleg, die in 1989 opgenomen werd in Chicago. Op deze opname is te horen hoe Hicks, gefrustreerd door een balorig publiek, zijn zelfbeheersing verliest en tegen ze tekeer gaat.

## Discografie
- Dangerous (1990)
- Relentless (1991)
- Revelations (1992)
- Marblehead Johnson (1992), enkel muziek

Uitgebracht na zijn dood:
- Arizona Bay (1997)
- Rant in E-Minor (1997)
- Philosophy, The Best of Bill Hicks (2001)
- Flying Saucer Tour Vol. 1 (2002)
- Love, Laughter and Truth (2002)
- Shock and Awe (2003)

Bootlegs:
- Dark Poet
- Filling Up the Hump
- Igby's, Los Angeles (1993)
- The Eggham Bootleg

## Boeken
- American Scream: The Bill Hicks Story, door Cynthia True ISBN 0-283-06353-X
- Love All the People: Letters, Lyrics, Routines, door Bill Hicks, voorwoord door John Lahr ISBN 1-84119-878-1
- Agent of Evolution, by Kevin Booth & Michael Bertin, ISBN 0007198302 (pb), ISBN 0007198299 (hc)